# Ferdinando Palermo
Ferdinando Palermo (Catania, 8 aprile 1915 – Milano, 26 luglio 1988) è stato un illustratore, fumettista e compositore italiano.

## Biografia
Diplomatosi al Conservatorio di Musica Giuseppe Verdi, iniziò la sua carriera come collaboratore di Nino Pagot nella doppia veste di disegnatore e di compositore.
Esordì come vignettista nel Secolo Illustrato, e successivamente collaborò come importanti pubblicazioni umoristiche come Bertoldo e Candido. Tra gli anni '40 e '50 collaborò con il Corriere dei Piccoli, dove creò i popolari personaggi Pio Languore e Meo Carota.  Illustrò la raccolta di racconti Le avventure di Charlot di Giuseppe Marotta, nonché numerose copertine di spartiti musicali, tra cui varie composizioni di Renato Carosone. Compose anche alcune canzoni, collaborando tra gli altri con Carlo Donida.